# Marcelino Núñez
Marcelino Ignacio Núñez Espinoza (ur. 1 marca 2000 w Recoleta) – chilijski piłkarz występujący na pozycji środkowego pomocnika, reprezentant Chile, od 2022 roku zawodnik angielskiego Norwich City.